# Rockcastle County
Rockcastle County är ett administrativt område i delstaten Kentucky, USA. År 2010 hade countyt 17 056 invånare. Den administrativa huvudorten (county seat) är Mount Vernon. 

## Geografi
Enligt United States Census Bureau så har countyt en total area på 824 km². 823 km² av den arean är land och 1 km² är vatten. 

### Angränsande countyn
- Garrard County - nordväst
- Madison County - nordost
- Jackson County - öst
- Laurel County - sydost
- Pulaski County - sydväst
- Lincoln County - väst